# Yair Nossovsky
Yair Noissovsky (in ebraico יאיר נוסובסקי‎?; 29 giugno 1937) è un ex calciatore israeliano, di ruolo portiere.